# Prága trolibuszvonal-hálózata
A prágai trolibuszhálózat 1936-tól 1972-ig működött. Helyét villamos- és metróvonalak vették át, de napjainkban újra gondolkodnak trolibuszvonalak kiépítésében. 2018 júliusától újra közlekedik trolibusz Prágában.

## Története

### Kezdetek
Prágában 1901 novemberében merült fel először trolibuszvonal kiépítése, melyet bécsi vállalat épített ki, de a tervekből végül nem lett semmi, mert a prágai városvezetés a villamosfejlesztésekre koncentrált. Közel 25 év múlva, 1927-ben merült fel újra a trolik ötlete, ekkor angol, német és cseh vállalatok is jelentkeztek, de kellő felkészültség hiányában inkább elhalasztották a projektet.

### Az első vonalak
1935-ben az önkormányzat és a vasúti minisztérium is jóvá hagyta az építkezéseket, így megkezdődhetett az első vonal kiépítése a Hanspaulka-Ořechovka szakaszon. A megnyitó előtt majdnem három hónapos próbaüzemet tartottak, az utasok először 1936. augusztus 28-án próbálhatták ki az új járműveket. A pálya 3,5 km hosszú volt, ezt 13 perc alatt tették meg a trolik. A kezdeti kedvező tapasztalatok után újabb vonalak megépítéséről döntöttek.

### A második világháború után
A második világháborús sérüléseket gyorsan javították, illetve egy vonalat meghosszabbítottak a városközpontig. A számozásban is változások történtek, a korábbi K és W betűjelzések helyett az 50-es és 60-as tartományból választottak számokat. A Smíchov és a Vencel tér közötti vonal annyira sikeres lett, hogy hamar zsúfoltság alakult ki. 1949 és 1954 között újabb vonalak épültek ki Vinohrady, Žižkov és Bubeneč városrészekben.

### Megszűnése
A hálózat hossza 1959 márciusában elérte az 56 kilométer, de még ebben az évben a legrégebbi vonalon elbontották a vezetékeket és buszokat indítottak a trolik helyett. A többi vonal is hasonló sorsa jutott, melynek okai közé az olcsó szovjet olaj és a metróhálózat építése sorolható. A trolibuszüzem 1972. október 16-án üzemzárással megszűnt.

### Újraélesztése

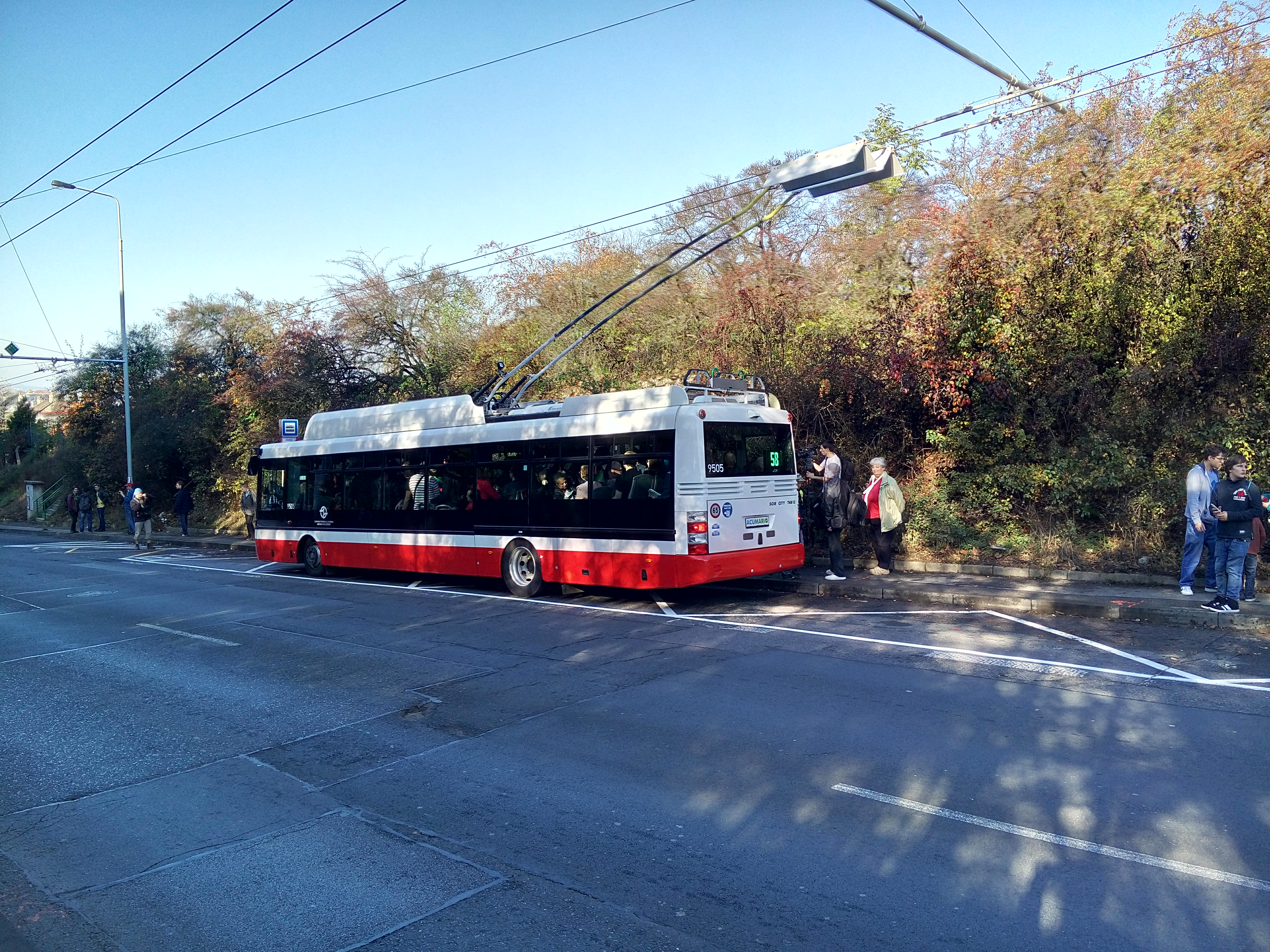
A Brnóból kölcsönvett SOR TNB 12 2018. május 27-éig közlekedett Prágában

A hálózat újraépítésére az első ötletek már 1979-ben megjelentek, majd 1989-ben Prága északi részén már döntés is született az építkezés megkezdéséről, de 1992-ben a közlekedési vállalat leállította a projektet.
2010. október 8-án a korábbi 51-es vonal Orionka hurkánál emléktáblát avattak fel, mely egy megállóhelyet imitál.
2017 szeptemberében egy rövid szakaszt kezdtek építeni Prosek városrészben, melynek a becsült költsége 5-10 millió korona volt. Október 15-én, a hálózat megszűnésének 45. évfordulóján 58-as jelzéssel átadták az új trolibuszvonalat, egyelőre csak tesztüzemként. A vonalon 2018. április 17-e óta egy Škoda 30 Tr típusú trolibusz közlekedik. A próbafutások majdnem egy évig tartottak és a kedvező tapasztalatok után 2018. július 1-jétől hivatalosan is újraindult a prágai trolibusz-közlekedés. Felsővezeték csak a Prosecká egy részén épült, a vonal viszont a Palmovkától a Letňany-ig tart. A vonalon közlekedő Škoda 30 Tr típusú jármű elektromos hajtásának köszönhetően önjáró üzemmódra is képes, a töltést a rövid felsővezetékes szakasz és a végállomási töltőberendezések biztosítják.

## Járművek
| Kép | Típus       | Pályaszám    | Darabszám | Közlekedett |
| --- | ----------- | ------------ | --------- | ----------- |
|     | Škoda 1Tr   | 301          | proto     | 1936–1956   |
|     | Tatra T 86  | 302, 320–324 | proto + 5 | 1936–1953   |
|     | Praga TOT   | 303–314      | 12        | 1936–1961   |
|     | Škoda 2Tr   | 315–319      | 5         | 1938–1953   |
|     | Tatra T 400 | 325–460      | 136       | 1948–1968   |
|     | Tatra T 401 | 461          | proto     | 1958–1961   |
|     | Škoda 8Tr   | 470–504      | 35        | 1960–1972   |
|     | Škoda 30Tr  | 9506         | 1         | 2018–       |

## Kocsiszínek

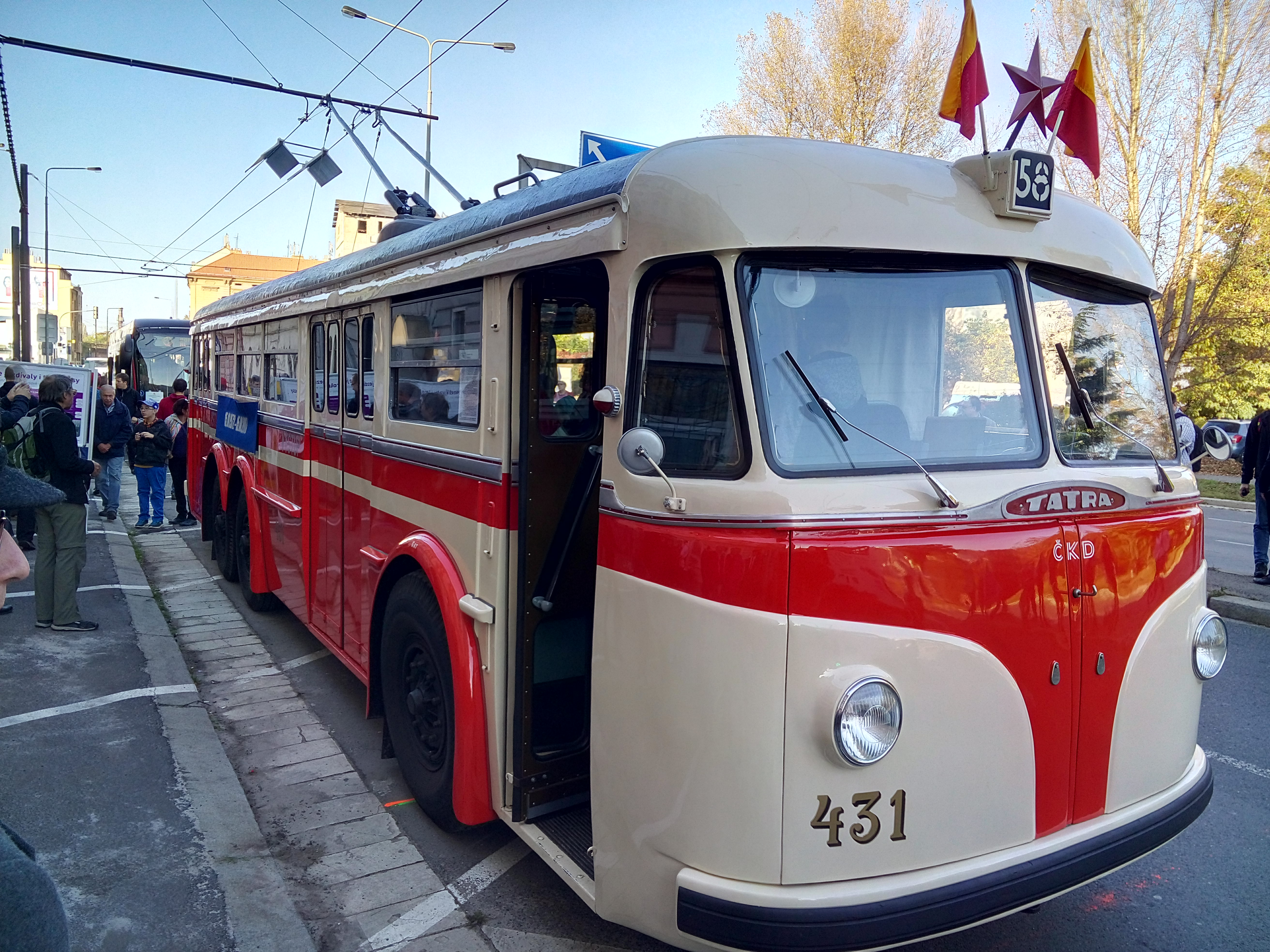
Tatra T400

Střešovice – 1909-ben épült villamosok számára, trolibuszokat 1936-tól 1959-ig tároltak itt. Napjainkban a Városi Tömegközlekedési Múzeumnak ad otthont.
Smíchov – 1915-ben épült, szintén villamosok számára, 1937-ig üzemelt ebben a formájában. A trolibuszokat 1939-től 1972-ig tároltak itt. Ma már nem üzemel.
Královské Vinohrady – Még 1897-ben építették villamoskocsiszínként, de 1934-ben bezárták. 1949-től 1955-ig trolibuszok tárolására használták, majd Vršovice garázsba költöztek át.
Libeň – 1951-ig villamosokat tároltak benne, rá egy évre már csak trolikat. 1965-ben megszűnt.
Vršovice  – Az egyetlen garázs, melyet kifejezetten trolibuszok számára építettek. 1955-ben készült el és 1968-ban zárták be.
Dejvice – 1932-ben adták át, mint autóbuszgarázs, 1953-tól 1959-ig trolikat is üzemeltettek. Ezen kívül az általános javításokat és felújításokat is itt végezték.
Košíře – 1902-ben készült el, villamosok tárolására használták. 1958-tól 1972-ig trolibuszok üzemeltetésével is foglalkoztak.
Klíčov – Autóbuszgarázs, 2017-től itt tárolják a próbaüzemben részt vevő trolibuszokat is.

## Fordítás
- Ez a szócikk részben vagy egészben  a   Trolejbusová doprava v Praze című cseh Wikipédia-szócikk fordításán alapul.  Az eredeti cikk szerkesztőit annak laptörténete sorolja fel. Ez a jelzés csupán a megfogalmazás eredetét és a szerzői jogokat jelzi, nem szolgál a cikkben szereplő információk forrásmegjelöléseként.